# Óperas perdidas de Jean-Philippe Rameau
Se tiene constancia de varias óperas del compositor francés Jean-Philippe Rameau cuya música se ha perdido. Entre ellas se cuentan dos importantes tragédies en musique, Samson y Linus, así como la ópera pastoril en un acto Lisis et Délie. La música de estas obras llegó a completarse e incluso a ensayarse, pero por diversas razones -incluida la censura en el caso de Samson- nunca fueron representadas públicamente. Rameau compuso también un divertissement para la obra Les courses de Tempé de Alexis Piron, que sí llegó a representarse en el teatro en 1734. La música de todas estas obras se ha perdido casi por completo, aunque existen indicios de que su autor reutilizó parte de ella en sus últimas óperas. Rameau también emprendió otros proyectos operísticos, que o bien abandonó en un estadio inicial (Pandore) o bien terminaron siendo fragmentados para conformar obras más pequeñas (Les beaux jours de l'Amour).

## Samson
Samson es una tragédie en musique en cinco actos y un prólogo sobre libreto de Voltaire. La obra nunca fue llevada a la escena por culpa de la censura, si bien Voltaire llegó a publicar su texto posteriormente. Rameau consideró que esta ópera, basada en el tema de Sansón y Dalila, sería una digno segundo paso tras su debut con Hippolyte et Aricie, estrenada en octubre de 1733. Voltaire se había convertido en un gran admirador de la música de Rameau tras asistir a su Hippolyte, por lo que en noviembre de 1733 le planteó la posibilidad de una colaboración. La ópera estuvo lista a finales del verano de 1734 y dieron comienzo los ensayos. Sin embargo, una obra sobre tema religioso con un libreto salido de la pluma de alguien tan crítico con la Iglesia como Voltaire estaba destinada a ser objeto de controversia y Samson fue prohibido. También fracasó un intento de revivir el proyecto en 1736 en una versión nueva. Rameau recicló algunos fragmentos musicales de Samson en sus óperas más tardías.

## Les courses de Tempé
Les Courses de Tempé (La carrera de Tempe) es un drama pastoril de Alexis Piron. Piron y Rameau, ambos oriundos de Dijon, eran amigos íntimos. Rameau había escrito la música incidental de unas cuantas obras de Piron para las ferias de París durante la década de 1720. Les courses de Tempé fue su última colaboración. Se estrenó en la Comédie-Française el 30 de agosto de 1734 en un programa doble junto a una comedia titulada L'amant mystérieux. Rameau escribió la música para el divertissement final, que contó con coreografía de Antoine-François Dangeville. Solo han llegado hasta nosotros las partes vocales.

## Linus
Linus es una tragédie en musique en cinco actos sobre libreto de Charles-Antoine Leclerc de La Bruère. Por razones poco claras nunca se llevó a la escena y su música está casi enteramente perdida. Solo han llegado hasta nosotros dos copias manuscritas del libreto y otras dos de la parte de violín. La Bruère había completado la mayor parte del libreto para octubre de 1749. En un principio se lo ofreció a Mondonville antes de pasárselo a Rameau en abril de 1750, quien terminó de componer la partitura en noviembre, dando comienzo los ensayos de Linus en casa de la marquesa de Villeroy el 10 de mayo de 1751. Estos pusieron de manifiesto algunos problemas con el texto y la música del quinto acto, por lo que hubo que hacer algunas revisiones antes de poder llevar a escena la ópera. Sin embargo, esto nunca llegó a producirse, pues el manuscrito de la partitura "se perdió o fue robado" en casa de la marquesa de Villeroy durante una confusión causada por una "enfermedad", por lo que solo conservamos la parte de violín. Debió de tratarse más de una enfermedad del propio Rameau que de Madame de Villeroy, pues hay constancia de que el compositor sufrió una seria indisposición a principios de 1751.

## Lisis et Délie
Lisis et Délie (o Lysis et Délie) es una ópera pastoril en un acto sobre libreto de Jean-François Marmontel. La partitura de Rameau se encuentra perdida actualmente. Su estreno en Fontainebleau el 6 de noviembre de 1753 aparece programado como parte de las celebraciones del nacimiento del infante Xavier, duque de Aquitania. Debía haber formado parte de una sesión doble junto con la comédie-ballet Les hommes (con libreto de Germain-François Poullain de Saint-Foix y música de François-Joseph Giraud). Sin embargo, fue retirada del programa, interpretándose en su lugar "La danse", tercera entrée de la ópera Les fêtes d'Hébé, también de Rameau. La razón aducida para esta cancelación fue que se parecía demasiado al Daphnis et Eglé de Rameau, estrenado en Fontainebleau el 30 de octubre. El libreto llegó a publicarse, pero la música no ha llegado hasta nosotros. Es posible que Rameau la reutilizara en parte en sus últimas óperas.

## Otros proyectos abandonados

### Pandore
En una carta a Claude-Nicolas Thieriot fechada el 23 de abril de 1739, Voltaire afirma no estar ya interesado en escribir más libretos: "En lo que respecta a la ópera, después del aborto de Samson, no hay atisbo de que pudiera desear escribir otro. Los dolores de ese primer parto me han dejado una marca demasiado profunda." Sin embargo, a finales de ese año lo encontramos trabajando ya en un nuevo libreto para una tragédie en musique en cinco actos, Pandore, que combinaba el relato de Adán y Eva y el pecado original con los mitos griegos de Prometeo y Pandora. Voltaire envió un borrador a Helvétius en enero de 1740. Revisó minuciosamente el texto siguiendo algunas sugerencias de amigos y lo tuvo listo para el verano. En un principio, Voltaire se mostró reacio a ofrecérselo a Rameau, considerando en su lugar a Jean-Joseph de Mondonville como potencial compositor. Sus dudas pudieron deberse -y esto sorprende, dada la dramaturgia del Samson- a los extensos recitativos que incluía Pandore. Sin embargo, Rameau aceptó el libreto y en junio se puso de lleno a trabajar en la partitura, según sabemos por una carta dirigida a Voltaire. No obstante, el proyecto se estancó y en febrero de 1741 encontramos a Voltaire tratando de persuadir a Madame Denis para que lo retome. La razón más probable de que el entusiasmo de Rameau decayera fue la falta de interés dramático a partir del primer acto, pero Voltaire le echó la culpa a las injerencias de intermediarios. Voltaire intentó nuevamente que Rameau recuperara el interés por Pandore en 1745, pero en vez de eso, ambos terminaron colaborando en la comédie-ballet La princesse de Navarre.
Pero la historia del libreto no acaba aquí. En 1752 Joseph-Nicolas-Pancrace Royer le puso música y la ópera llegó a ensayarse de manera privada. Voltaire se enfadó mucho al enterarse de que se habían introducido modificaciones en su texto. La versión de Royer nunca fue escenificada y su música está perdida en la actualidad. En 1765 Voltaire concedió a Jean-Benjamin de La Borde, alumno de Rameau, permiso para llevar a cabo su propia versión, mas pese a los esfuerzos de Voltaire y La Borde esta Pandore tampoco llegó nunca a estrenarse.

### Les beaux jours de l'Amour
Les beaux jours de l'Amour es el título de un proyecto de ópera-ballet. Dicho título aparece -tachado- en las partituras manuscritas de dos de las óperas en un acto de Rameau -La naissance d'Osiris y Nélée et Myrthis-, lo que apunta a que en su momento estas formaron parte de una obra más extensa. La especialista en Rameau Sylvie Bouissou cree que el libretista fue Louis de Cahusac y que Les beaux jours estuvo lista en mayo de 1751. El Anacréon de Rameau y Cahusac también pudo haber formado parte de Les beaux jours y tanto este acto como Nélée et Myrthis pudieron tener como héroe protagonista al poeta de la antigua Grecia Anacreonte (el nombre "Anacreonte" está tachado y sustituido por el de Nélée en el manuscrito de esta última obra). Se desconocen las razones por las que esa opéra-ballet en varios actos fue abandonada.

### Les nymphes de Diane
Les nymphes de Diane (Las ninfas de Diana) podría tratarse de otro proyecto de opéra-ballet en varios actos. El título aparece en la partitura manuscrita de la ópera Zéphyrede Rameau. Todo parece indicar que el compositor abandonó su idea y dejó Zéphyre como una obra en un acto.